# Отношения Бразилии и Гвинеи-Бисау
Отношения Бразилии и Гвинеи-Бисау — двусторонние дипломатические отношения между Бразилией и Гвинеей-Бисау. Государства являются членами Содружества португалоязычных стран, Группы 77 и Организации Объединённых Наций.

## История
Эти государства около триста лет входили в состав Португальской империи. Во время трансатлантической работорговли в Бразилию были направлены тысячи жителей современной Гвинеи-Бисау в качестве рабов. С 1815 по 1822 год Гвинея-Бисау находилась под управлением Бразилии во время переезда португальского двора в Бразилию.
В сентябре 1973 года Гвинея-Бисау объявила о независимости от Португалии. 16 июля 1974 года Бразилия признала независимость Гвинеи-Бисау и вскоре после этого страны установили дипломатические отношения. В том же году Бразилия открыла посольство в Бисау. В 1984 году президент Бразилии Жуан Фигейреду осуществил первый в истории официальный визит в Гвинею-Бисау. В 1997 году официальный визит в Бразилию осуществил президент Бисау-Гвинеи Жуан Бернарду Виейра. После первых визитов состоялись многочисленные встречи на высоком уровне между лидерами обеих стран.
В мае 1978 года правительства Бразилии и Гвинеи-Бисау подписали соглашение о техническом сотрудничестве, в соответствии с которым бразильцы стали поддерживать социально-экономическое развитие этой африканской страны. Гвинея-Бисау является одним из крупнейших получателей экономической помощи в рамках проектов развития на средства Бразильского агентства по сотрудничеству, которое помогает развивать проекты в нескольких различных областях, включая: безопасность, здравоохранение, сельское хозяйство, образование, продовольственную безопасность, правосудие и поддержку выборов.
В 2010 году президент Бисау-Гвинеи Малам Бакай Санья посетил Бразилию. В ходе визита было подписано несколько соглашений, таких как: Соглашение об осуществлении программ по борьбе с ВИЧ/СПИДом в Гвинее-Бисау; Соглашение о помощи женщинам и подросткам, ставшим жертвами гендерного насилия; Соглашение об осуществлении оплачиваемой деятельности иждивенцев дипломатического, консульского, военного, административного и технического персонала; Меморандум о взаимопонимании в области сельского хозяйства; Меморандум о взаимопонимании в секторе рыболовства; и Меморандум о взаимопонимании по высшему образованию.

## Дипломатические представительства
- Бразилия имеет посольство в Бисау[4].
- У Гвинеи-Бисау есть посольство в Бразилиа[5].